# Старая Ципья
Ста́рая Ципья́ (тат. Иске Чепья) — деревня в Балтасинском районе Республики Татарстан, в составе Ципьинского сельского поселения.

## Этимология названия
Топоним произошел от русского слова «старый» и удмуртского микроэтнонима «Чипъя».

## География
Деревня находится на реке Арборка, в 26 км к северо-востоку от районного центра, посёлка городского типа Балтаси.

## История
Деревня основана в XVII века выходцами из деревни Тагашур.
В XVIII – первой половине XIX века жители относились к категории государственных крестьян. Основные занятия жителей в этот период – земледелие и скотоводство.
В начале XX века в деревне функционировала водяная мельница. В этот период земельный надел сельской общины составлял 772,1 десятины.
В 1931 году в деревне организован колхоз «1 Мая».
До 1920 года деревня входила в Ципьинскую волость Малмыжского уезда Вятской губернии. С 1920 года в составе Арского кантона ТАССР. С 10 августа 1930 года в Тюнтерском (со 2 марта 1932 года — Балтасинский), с 4 августа 1938 года в Ципьинском, с 16 июля 1958 года в Балтасинском, с 1 февраля 1963 года в Арском, с 12 января 1965 года в Балтасинском районах.

## Население
| 1859 | 1884 | 1905 | 1920 | 1926 | 1938 | 1949 | 1958 | 1970 | 1979 | 1989 | 2002 | 2010 | 2015 |
| ---- | ---- | ---- | ---- | ---- | ---- | ---- | ---- | ---- | ---- | ---- | ---- | ---- | ---- |
| 306  | 466  | 620  | 812  | 701  | 596  | 389  | 282  | 175  | 138  | 99   | 107  | 97   | 98   |

Национальный состав деревни: татары.

## Экономика
Жители работают преимущественно в ООО «Труд», занимаются овцеводством, полеводством.

## Социальные объекты
В селе действуют библиотека, фельдшерско-акушерский пункт.